# Terespol (gmina wiejska)
Terespol (daw. gmina Kobylany) – gmina wiejska w województwie lubelskim, w powiecie bialskim. W latach 1975–1998 gmina położona była w województwie bialskopodlaskim.
Siedziba gminy to Kobylany (do 31 grudnia 2013 Terespol).
Według danych z lipca 2016 roku gminę zamieszkiwały 6734 osoby.

## Ochrona przyrody
Na obszarze gminy znajduje się rezerwat przyrody Szwajcaria Podlaska chroniący urozmaicone drzewostany, położone na skarpie rzeki Bug z licznymi drzewami o charakterze pomnikowym oraz dużym udziałem roślin rzadkich i chronionych.

## Struktura powierzchni
Według danych z roku 2002 gmina Terespol ma obszar 141,31 km², w tym:
- użytki rolne: 73%
- użytki leśne: 14%

Gmina stanowi 5,13% powierzchni powiatu.

## Demografia

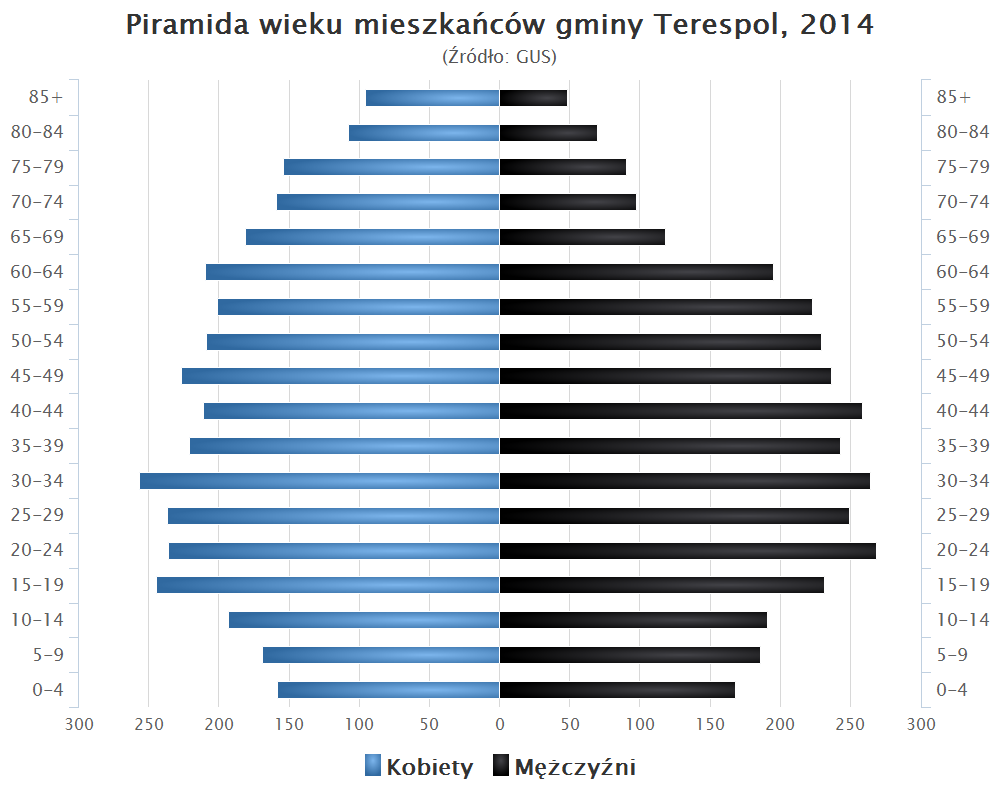
Piramida wieku mieszkańców gminy Terespol w 2014 roku

Dane z 30 czerwca 2004:
| Opis                              | Ogółem | Ogółem | Kobiety | Kobiety | Mężczyźni | Mężczyźni |
| --------------------------------- | ------ | ------ | ------- | ------- | --------- | --------- |
| jednostka                         | osób   | %      | osób    | %       | osób      | %         |
| populacja                         | 7097   | 100    | 3642    | 51,3    | 3455      | 48,7      |
| gęstość zaludnienia (mieszk./km²) | 50,2   | 50,2   | 25,8    | 25,8    | 24,4      | 24,4      |

## Sołectwa
Bohukały, Dobratycze-Kolonia, Kobylany, Koroszczyn, Kołpin-Ogrodniki, Krzyczew, Kukuryki, Kużawka, Lebiedziew, Lechuty Duże, Lechuty Małe, Łęgi, Łobaczew Duży, Łobaczew Mały, Małaszewicze, Małaszewicze Duże, Małaszewicze Małe, Michalków, Murawiec-Żuki, Neple, Podolanka, Polatycze, Samowicze, Starzynka, Zastawek
Miejscowościami podstawowymi bez statusu sołectwa są: Surowo i Żuki.

## Sąsiednie gminy
Kodeń, Piszczac, Rokitno, Terespol (miasto), Zalesie. Gmina sąsiaduje z Białorusią.